# Synduality
Synduality (estilizado en mayúsculas) es un proyecto japonés de medios mixtos creado por Bandai Namco Group. Un juego de rol de acción y disparos en tercera persona desarrollado por Game Studio y publicado por Bandai Namco Entertainment, titulado "Synduality: Echo of Ada", se lanzará para Microsoft Windows, PlayStation 5 y Xbox Series X/S en 2023. Una serie de televisión de anime producida por Bandai Namco Filmworks y animada por 8-Bit, titulada "Synduality: Noir", también se estrenó el 10 de julio de 2023 en TV Tokyo y otras redes.

## Argumento
Es el año 2222. Han pasado años desde que las Lágrimas de la Luna Nueva, una misteriosa lluvia, se derramó y aniquiló a casi toda la raza humana. La lluvia venenosa dio lugar a criaturas deformes que devoraban a los humanos, y la humanidad huyó del peligro. Como medio de supervivencia, los humanos construyen entonces un refugio subterráneo: Amasia. En esta ciudad distópica recién construida, en la búsqueda de mantener su existencia, se encuentran con una Inteligencia Artificial llamada Magus. Sin saber cómo funcionarán las cosas entre ellos, comienza la historia de cómo los Humanos y la IA coinciden y tratan de encontrar sus verdades.

## Personajes

### Synduality
Ada (エイダ Eida?)
 Seiyū: Yui Ishikawa
Una Magus y socia de Alba. Aunque suele burlarse de Alba por ser antisocial, ella lo apoya incondicionalmente.
Alba Kuze (アルバ・クゼ Aruba Kuze?)
 Seiyū: Yūya Hirose
Un errante que ha estado activo desde antes del colapso de Amasia. Fue una figura importante involucrada en el colapso de Amazia y se rumora que es un errante legendario debido a su habilidad para controlar el Cradle Coffin.

### Synduality: Noir
Noir (ノワール Nowāru?)
 Seiyū: Aoi Koga
Una Magus que ha perdido sus recuerdos del pasado después de despertarse de un largo sueño. Por otro lado, no puede ponerse la ropa correctamente y, por otro lado, es un "ponkotsu", pero por alguna razón, exhibe habilidades extremadamente altas en las batallas con el Cradle Coffin. Ella posee otra personalidad llamada Mystere, la cual se manifiesta cuando su cabello y piel se vuelven negros y esta parece ser su forma original. La personalidad de Mystere es más arrogante, atrevida y no muestra respeto por Kanata. Además, su inteligencia se ha mejorado significativamente, incluida la capacidad de leer archivos de manera más eficiente y tener una reacción más receptiva.
Ciel (シエル Shieru?)
 Seiyū: Nagisa Aoyama
Una Magus sin pareja misteriosa que le gusta cantar. Por casualidad, conoce a Noir y se involucra con Kanata. Al ser salvada por Kanata en una apuesta, Ciel se ofrece vivir con él encargándose de las tareas domésticas. Se revela después que Ciel es miembro de una organización misteriosa llamada IDEAL liderada por Weisheit que busca a Histoire y creen que Noir es la clave. Ella recibió órdenes de infiltrarse en Rock Town para asesinar a Kanata y capturar a Noir. Sin embargo, al ver que Kanata la trata como su fuera humana, ella desiste en matarlo y se limita a vigilarlo.
Schnee (シュネー Shunē?)
 Seiyū: M.A.O
Una Magus elegante y tranquila, pero al igual que Black Mask, sus palabras y acciones a menudo no están sincronizadas. Sin embargo, promete lealtad absoluta a su compañero, Black Mask.
Kanata (カナタ?)
 Seiyū: Takeo Ōtsuka
Un joven aprendiz errante que vive en Rock Town. Sueña con convertirse algún día en un errante de pleno derecho mientras gana dinero diario buscando chatarra y recolectando reliquias de la antigua civilización. La gente a su alrededor creen que a Kanata le atraen las chicas que tienen enormes bustos.
Tokio (トキオ?)
 Seiyū: Yūsuke Kobayashi
Un errante talentoso que está activo principalmente en Rock Town. Es como el hermano mayor de Kanata, pero su estilo de vida despreocupado a veces influye en las personas que lo rodean. Se revela que su nombre real es Lich Alter y fue un antiguo miembro de la organización IDEAL.
Mouton (ムートン Mūton?)
 Seiyū: Fuminori Komatsu
Socio magus de Tokio. No habla mucho, pero siempre cuida al Tokio de espíritu libre con su atenta consideración.
Ellie (エリー Erī?)
 Seiyū: Konomi Inagaki
La amiga de la infancia de Kanata y una errante que pertenece al grupo de errantes de la ciudad de Rock Town "Aventure" con el que Kanata sueña. Está enamorada de Kanata, pero no es muy honesta con sus sentimientos. Ella a menudo se pone celosa cuando ve o se entera de que Kanata anda con otra chica, especialmente aquellas que tienen un busto enorme.
Ange (アンジェ Anje?)
 Seiyū: Ayaka Ōhashi
Una Magus y compañera de Ellie. Es muy curiosa y le gusta el chisme. Con sentido de la distancia como amiga, acompaña la vida de Ellie en una edad sensible. A menudo se burla de Ellie por su enamoramiento hacia Kanata.
Kurokamen (黒仮面?)
 Seiyū: Taito Ban
Su verdadero nombre es Macht Ewigkeit. Un hombre misterioso con una máscara que cubre su rostro. Sus palabras y acciones a menudo no son claras, pero su pareja, Schnee, parece entenderlo y tiene una gran confianza en él. Parece estar buscando algo que se conoce como "La llave del Paraíso", que tiene que ver con Noir.
Michael (マイケル Maikeru?)
 Seiyū: Daisuke Sakaguchi
El líder de la organización de errantes Aventure. Todo el mundo reconoce sus habilidades como errante y ve a Tokio como un rival. Su familia dirige Farm Nest, que se centra principalmente en la agricultura, y dirige un fabricante de alimentos con una gran cuota de merca.
Bob (ボブ Bobu?)
 Seiyū: Daiki Hamano
Un Magus y compañero de Michael. A pesar de que estaba jugando un poco con Michael, que era heterosexual cuando pensaba en ello, apoyó firmemente su espalda.
Maria (マリア?)
 Seiyū: Miku Itō
La hermana mayor de Ellie. Es la mejor mecánico de Rock Town y es la mentora de Kanata en lo que respecta al mantenimiento del Cradle Coffin. Está fascinada por el cielo y se dedica a revivir la tecnología perdida de cohetes. Le gusta beber mucho.
Claudia (クラウディア Kuraudia?)
 Seiyū: Ryoka Yuzuki
Una glamorosa errante que opera un Cradle Coffin "Glen Shinobi" inspirado en un ninja y viaja en un vehículo tipo motocicleta. Ella conoce a Kanata por casualidad y le pide ayuda para derrotar unos monstruos llamados eliminadores mientras ella extrae un mineral llamado cristal AO. A cambio, Kanata se quedaría con una parte del cristal. Sin embargo, ella lo traiciona llevándose el cristal para sí misma alegando que necesita pagar el mantenimiento de Flamme.
Flamme (フラム Furamu?)
 Seiyū: Marika Kōno
A pesar de su apariencia joven, Flamme se ha asociado con Claudia durante muchos años. Su relación con Claudia es sobresaliente, y tiene una poderosa habilidad Magus que le permite usar el rifle de francotirador de "Glen Shinobi".
Weisheit (ヴァイスハイト Vaisuhaito?)
 Seiyū: Yūki Kaji
El líder de la organización IDEAL, a la que pertenecen Kurokamen, Schnee y Ciel que pretende capturar a Noir por ser la llave del Paraíso. Su objetivo es encontrar la forma de llegar a Histoire.

## Media

### Anime
En septiembre de 2022 se anunció una serie de televisión de anime, producida por Bandai Namco Filmworks y animada por 8-Bit. La serie fue titulada como "Synduality: Noir", la serie está dirigida por Yusuke Yamamoto, con Takashi Aoshima escribiendo los guiones basados en un borrador de historia de Hajime Kamoshida. Kenichirō Katsura diseñando los personajes para la animación y Masato Nakayama componiendo la música. Se estrenó el 11 de julio de 2023 en TV Tokyo y otras redes. El tema de apertura "Raytracer" es interpretado por STEREO DIVE FOUNDATION, mientras que el tema de cierre "Eureka" es interpretado por ARCANA PROJECT. Disney Platform Distribution obtuvo la licencia de la serie en todo el mundo y se transmite en todo el mundo en Disney+, en Latinoamérica en Star+ y en Estados Unidos en Hulu.
El 24 de septiembre de 2023, se anunció un segundo curso de Noir durante el evento "Synduality Project TGS Special Stage" en el Tokyo Game Show 2023. El segundo curso se estrenó el 9 de enero de 2024. ARCANA PROJECT interpretó el segundo tema de apertura "Aire", mientras que STEREO DIVE FOUNDATION interpretó el segundo tema de cierre "Drifers".